# Phalawang
Phalawang (nepalski: फलावाङ) – gaun wikas samiti w zachodniej części Nepalu w strefie Rapti w dystrykcie Salyan. Według nepalskiego spisu powszechnego z 2011 roku liczył on 1128 gospodarstw domowych i 5450 mieszkańców (2899 kobiet i 2551 mężczyzn).